# Megascops
Megascops (лат.) — род птиц семейства совиных. Ранее включался в род совки (Otus).
Обитают в Северной, Центральной и Южной Америке.

## Список видов
Международный союз орнитологов включает в род 22 вида:
- Megascops trichopsis — Усатая совка
- Megascops clarkii — Голоногая совка
- Megascops albogularis — Белогорлая совка
- Megascops choliba — Южноамериканская совка
- Megascops barbarus — Бородатая совка
- Megascops cooperi — Мангровая совка
- Megascops kennicottii
- Megascops asio — Североамериканская совка
- Megascops seductus — Малая сова Балзаса
- Megascops guatemalae — Краснолицая совка
- Megascops koepckeae — Совка Коепскова
- Megascops ingens — Совка Сальвина
- Megascops petersoni — Коричневая совка
- Megascops marshalli — Мантананская совка
- Megascops hoyi
- Megascops centralis
- Megascops roraimae — Совка Рорейма
- Megascops sanctaecatarinae — Хохлатая совка
- Megascops gilesi
- Megascops roboratus — Кустарниковая совка
- Megascops watsonii — Буробрюхая совка
- Megascops atricapilla — Черношапочная совка

Megascops nudipes, или Пуэрто-риканская совка, была выделена в отдельный род Gymnasio.
В 2021 году описаны Megascops stangiae и Megascops alagoensis, которые не поддерживаются Международным союзом орнитологов.

## Галерея
- Южноамериканская совка
- Мангровая совка, обитатель Центральной Америки
- Megascops kennicottii, обитает от Коста-Рики до Канады на севере
- Megascops petersoni, обитает в Колумбии, Эквадоре и Перу